# Liste der Orte im Landkreis Mayen-Koblenz

Wappen des Landkreises Mayen-Koblenz

Die Liste der Orte im Landkreis Mayen-Koblenz enthält die Städte, Verbandsgemeinden, Ortsgemeinden und Gemeindeteile im Landkreis Mayen-Koblenz in Rheinland-Pfalz.
Es handelt sich dabei um das amtliche Verzeichnis der Gemeinden und Gemeindeteile und setzt sich zusammen aus dem vom Statistischen Landesamt Rheinland-Pfalz geführten amtlichen Namensverzeichnis der Gemeinden und dem vom Landesamt für Vermessung und Geobasisinformation Rheinland-Pfalz geführten amtlichen Verzeichnis der Gemeindeteile.

## Verbandsfreie Stadt Andernach
Gemeindeteile in der Großen kreisangehörigen Stadt Andernach:
- Andernach
- Burgerhaus
- Gut zur Nette
- Krahnenberg
- Marienstätterhof
- Mohlenhof
- Saffiger Weg
- Eich (Ortsbezirk)
- Krayerhof
- Wernershof
- Kell (Ortsbezirk)
- Bad Tönisstein, Kuranlage und Hotel
- Berghof
- Geishügelhof
- Gertrudenweide
- Jägerheim
- Jakobstal
- Krayermühle
- Pönterhof
- Pöntermühle
- Tönissteiner Sprudel
- Miesenheim (Ortsbezirk)
- Nettehammer
- Namedy (Ortsbezirk)
- Alkerhof
- Fornich
- Heidenhof
- Hüttenhof
- Knopshof
- Villa Alkburg

## Verbandsfreie Stadt Bendorf
Gemeindeteile in der Verbandsfreien Stadt Bendorf:
- Bendorf
- Albrechtshof
- Meisenhof
- Mülhofen
- Sayn
- Ziegelei
- Sonnenhof
- Hof Zwei Tannen
- Stromberg

## Verbandsfreie Stadt Mayen
Gemeindeteile in der Großen kreisangehörigen Stadt Mayen:
- Alzheim (Ortsbezirk)
- In der Pluns
- Wüsteratherhof
- Hausen (Ortsbezirk)
- Betzing
- Grube Glückauf
- Im Nettetal
- Mosellaschacht
- Nettehof
- Wölwerhöfe
- Zährensmühle I
- Zährensmühle II
- Kürrenberg (Ortsbezirk)
- Karbachsberg
- Mayen
- Ahl
- Am Fichtenwäldchen
- Bernardshof, Erziehungsheim
- Cond
- Conderhöhe
- Eiterbach
- Geisbüschhof
- Geisheckerhof
- Helgoland,Kloster
- Im Stocktal
- Kalenbornerhof
- Katzenberg, Schiefergrube
- Kirchershof
- Müllershof
- Papiermühle
- Rech, Baumschule
- Thomashof
- Nitztal (Ortsbezirk)

## Verbandsgemeinde Maifeld
Gemeinden und Gemeindeteile in der Verbandsgemeinde Maifeld:
- Einig
- Gappenach
  - Birkenhof
  - Gänsmühle
  - Geismühle
  - Mehlmühle
  - Neumühle
- Gering
  - Geringermühle
- Gierschnach
- Kalt
  - Emmelshof
  - Heidgermühle
  - Windhäuserhof
- Kerben
  - Minkelfeld
- Kollig
  - Kolligermühle
  - Ölmühle
- Lonnig
  - Kebergrund, Getreidemühle und Haus
- Mertloch
  - Brückenmühle
  - Eltzerhof
  - Künzerhof
  - Marienhäuserhof
  - Gerberhof
- Münstermaifeld, Stadt
  - Keldung (Ortsbezirk)
  - Kolmhof
  - Pilligerheck
  - Küttig (Ortsbezirk)
  - Kleeburgerhof
  - Nothenmühle
  - Weidwieshof
  - Lasserg (Ortsbezirk)
  - Burg Bischofstein
  - Metternich (Ortsbezirk)
  - Marienhof
  - Petershof
  - Scheibenhof
  - Schrumpf
  - Mörz (Ortsbezirk)
  - Münstermaifeld
  - Kalscherhof
  - Rosenhof
  - Sevenich
- Naunheim
  - Hof Arche
- Ochtendung
  - Achtwinkelhof
  - Alsingerhof
  - Emmingerhof
  - Flöcksmühle
  - Fressenhof
  - Heselermühle
  - In den Wannen
  - Korbsmühle
  - Lohmühle, Häusergruppe
  - Münsterhof
  - Oberholz,Haus
  - Oberwertsmühle
  - Sackenheimerhof
  - Schleewiesenmühle, Haus
  - Steinstückhof
  - Waldorferhof
  - Auf den Heselen
- Pillig
  - Löffelmühle
  - Mühlberg
  - Sauersmühle
  - Schweizermühle
- Polch, Stadt
  - Antoniushof
  - Döllermühle
  - Geisheckerhof
  - Grube Margareta, Hof
  - Hof Einiger Tal
  - Hof Rotental
  - Kaan
  - Kreuzberghof
  - Kurbenhof
  - Lindenhof
  - Nettemühle
  - Nettesürsch
  - Ruitsch (Ortsbezirk)
  - Ruitschermühle
  - Sonnenhof
- Rüber
  - Schäfersmühle
  - Fraid
- Trimbs
  - Birkenhof
  - Kellbach
  - Kürmeterhöfe
  - Nettehof
  - Straßburgerhaus, Häusergruppe
- Welling
  - Hochlayermühl, Hof
  - Erlenberghof
- Wierschem
  - Burg Eltz
  - Forsthaus Rotherhof
  - Neuhof
  - Sannenhof

## Verbandsgemeinde Mendig
Gemeinden und Gemeindeteile in der Verbandsgemeinde Mendig:
- Bell
  - Im Dürpel
  - Jugendheim St. Winfrid
  - Ruhrmühle
- Mendig, Stadt
  - Niedermendig
  - Brauerhof
  - Laacher Mühle
  - Laacher-See-Haus, Jugendherberge
  - Leimbachsmühle
  - Mathildenhof
  - Gewerbepark Flugplatz Mendig
  - Obermendig
  - Elisabethbrunnen
  - Erlenmühle
  - Maxeinsmühle
  - Roderhöfe
- Rieden
  - Riedener Mühlen
  - Trennhäusers-Mühle
- Thür
  - Fraukirch
  - Fuchs, Hof
  - Kläranlage
  - Reginarisbrunnen
- Volkesfeld
  - Riedener Mühlen

## Verbandsgemeinde Pellenz
Gemeinden und Gemeindeteile in der Verbandsgemeinde Pellenz:
- Kretz
  - Am Hummerich
  - Bernauer
  - Dürrwäldchen
  - Geisenmühle
  - Grube Meurin
  - Grube Zervas
- Kruft
  - Bahnerhof
  - Degensmühle
  - Katharinenhof
  - Margarethenhof
  - Pingersmühle
  - Schlehenhof
  - Tongrube
- Nickenich
  - Grube Meurin
  - Heimschule
  - Hotel Waldfrieden
  - Hummerich, Jagdhaus
  - Am Kieselberg
- Plaidt
  - Gewerbepark Saffiger Straße
  - Haagsmühle
  - Keltershäuserhof
  - Pommerhof
  - Rauschermühle, Elektr.-werk
  - Wingertsborn
- Saffig
  - Rauschermühle, Elektr.-werk

## Verbandsgemeinde Rhein-Mosel
Gemeinden und Gemeindeteile in der Verbandsgemeinde Rhein-Mosel:
- Alken
  - Brunkenhof
  - Burg Thurant
  - Quidembaum
  - Wildenbungert
- Brey
  - Siebenborn
- Brodenbach
  - Brandengrabenmühle
  - Ehrenburg
  - Ehrenburgertal
  - Gilberts-Mühle, Mauers-Mühle
  - Haus Sonnenwinkel
  - Jahrsbergerhöfe
  - Kröpplingen
  - Linkemühle
  - Sägewerk Peifer
  - Stabenhof
  - Vogelsang
- Burgen
  - Birkenhof
  - Gänshof
  - Haus in der Au
  - Moselkerner Fähre
  - Ölmühle
- Dieblich
  - Am Forsthaus
  - Bauhöfe
  - Dieblich-Berg
  - Kondertal
  - Kührerhof
  - Lohbuschhof
  - Mariaroth
  - Naßheck
  - Silberberghof
  - Talwel
  - Gärtnerei Naßhecker Weg
  - Heidehof
- Hatzenport
  - Am Bischofstein
  - Betzemerhof
- Kobern-Gondorf
  - Dreckenach
  - Engelshof
  - Kaspersmühle
  - Lochsmühle
  - Talhof
  - Gondorf
  - Delcherhof
  - Gerlachsmühle
  - Kehrmühle
  - Keverbacher Mühle
  - Scheidterhof
  - Sonnenhof
  - Weidenhof
  - Kobern
  - Achterspannerhöfe
  - Belltal
  - Euligerhof
  - Haus Kalkofen
  - Haus Waldfrieden
  - Karmelenbergerhof
  - Kehrhof
  - Manderscheiderhof
  - Mühltal
  - Solligerbach
  - Solligerhof
  - Sürzerhof
- Lehmen
  - Fißmühle
  - Lehmerhöfe
  - Nikolaushof
  - Nothenmühle
  - Schmittenhöhe
  - Moselsürsch
  - Schiefergrube
- Löf
  - Kattenes
  - Katteneser Mühlental
  - Löf
  - Kergeshöfe
  - Löf-Brodenbach, Bahnhof
  - Schäfereihof
- Macken
  - Am Briel, Fischzucht
  - Franzenmühle
  - Mohrenmühle – im Baybach
- Niederfell
  - Arkenwälderhof
  - Fellerhof
  - Försterhof
  - Kühr
  - Linkemühle
  - Rosenhof
  - Schwalberhof
  - Schwalbermühle
- Nörtershausen
  - Bauhof
  - Grünemühle
  - Klosterheck
  - Pfaffenheck
  - Schiebigeich
- Oberfell
  - Bleidenbergerhof
- Rhens, Stadt
  - Am Samberg
  - Haus Waldfriede
  - Hünenfeld
  - Kronenhof
  - Mühlental
  - Philippsberg
  - Schauren, Siedlung
  - Viktor-Jaeger-Stiftung
  - Haus Wolfsdelle
- Spay
  - Niederspay
  - Oberspay
  - Haus Peterspay (ehemals Stadt Boppard)
  - Peterspay
- Waldesch
- Winningen
  - Distelbergerhof
- Wolken
  - Künsterhof

## Verbandsgemeinde Vallendar
Gemeinden und Gemeindeteile in der Verbandsgemeinde Vallendar:
- Niederwerth
- Urbar
  - Besselich
  - Mallendarer Bachtal
- Vallendar, Stadt
  - Aumühle
  - Bembermühle
  - Berg Schönstatt
  - Haus Schönfels
  - Kaiser-Friedrich-Höhe
  - Landhaus Hahn
  - Mallendar
  - Mallendarerberg, Hof
  - Tannenhof
  - Wandhof
- Weitersburg
  - Gummiwerk
  - Schnatzenmühle
  - Waldfriede (Gaststätte)
  - Wüstenhof, Hof und Gaststätte

## Verbandsgemeinde Vordereifel
Gemeinden und Gemeindeteile in der Verbandsgemeinde Vordereifel:
- Acht
- Anschau
  - Mimbach
- Arft
  - Netterhöfe
- Baar
  - Büchel
  - Engeln
  - Freilingen
  - Mittelbaar
  - Niederbaar
  - Nitzermühle
  - Oberbaar
  - Wanderath
- Bermel
  - Bermeler Mühle
  - Buchenhöfe
  - Fensterseifen
  - Heunenhof
- Boos
- Ditscheid
  - Ditscheider Mühle
  - Haus Gerhards
- Ettringen
  - Brachems-Mühle
  - Nettemühle
- Hausten
  - Morswiesen
- Herresbach
  - Döttingen
  - Döttinger Höhe
  - Eschbach
- Hirten
  - Kreuznick
- Kehrig
  - Grube Bausberg
  - Kehriger Mühle
  - Lohbrücker Mühle
  - Mädburger Mühle
  - Neumühle
  - Gertrudenhof
  - Haus Ahlen
- Kirchwald
  - Kirchesch
  - Landhaus Kratz
  - Riedener Mühlen
  - Waldesch
- Kottenheim
  - Lavatinwerk
  - Steinbrechwerk
- Langenfeld
  - Auf Lesch
  - Sankt Jost
- Langscheid
  - Falkenleymühle
- Lind
- Luxem
- Monreal
  - Burghof
  - Siedlung Cond
  - Lauxhof
  - Müsch
  - Augstmühle
  - Polcherholz
  - Schäfereihof
  - Schnürenhof
  - Suhrhof
- Münk
- Nachtsheim
- Reudelsterz
  - Hirtenberger Höfe
- Sankt Johann
  - Bürresheim, Schloß und Hof
  - Hammesmühle, Löbsmühle
  - Silbersand Grube
- Siebenbach
  - Hotel St. Georg
  - Siebenbacher Mühle
- Virneburg
  - Neu-Virneburg
- Weiler
  - Niederelz
  - Waldhof
  - Weiler Höfe
  - Wiesbachmühle
- Welschenbach
  - Niederwelschenbach
  - Oberwelschenbach

## Verbandsgemeinde Weißenthurm
Gemeinden und Gemeindeteile in der Verbandsgemeinde Weißenthurm:
- Bassenheim
  - Bahnhof Bassenheim
  - Eichenhof
  - Eiserne Hand
  - Hengsthof
  - Katscheckerhof
  - Pfaffenbrucherhof
- Kaltenengers
  - Schwemmsteinwerk Häring
  - Am Jägerhaus in der Batterie
- Kettig
  - Im Weisplatz
  - Wies'n Hof
- Mülheim-Kärlich, Stadt
  - Kärlich
  - Am guten Mann
  - Heckenmühle
  - Heinrichshof auf dem Düren
  - Karl-Heinrich-Grube
  - Karlsmühle
  - Korbs-Mühle
  - Lucasmühle
  - Sonnenhof am Viehtriftsweg
  - Waldmühle, Gaststätte und Hof
  - Rolandshof
  - Mülheim
  - Am roten Kreuz
  - Depot-Siedlung
  - Jägerhaus
  - Ludwigshöhe, Gärtnereihaus
  - Urmitz-Bahnhof
  - Antoniushof
- Sankt Sebastian
  - Großdriesch
  - Haus Leimig
- Urmitz
  - Junkersheck
- Weißenthurm, Stadt